# Reinickella
Reinickella is een monotypisch geslacht van spinnen uit de  familie van de Thomisidae (krabspinnen).

## Soort
- Reinickella xysticoides (Dahl, 1907)